# 米尔施泰特湖
46°47′42″N 13°34′47″E / 46.79500°N 13.57972°E

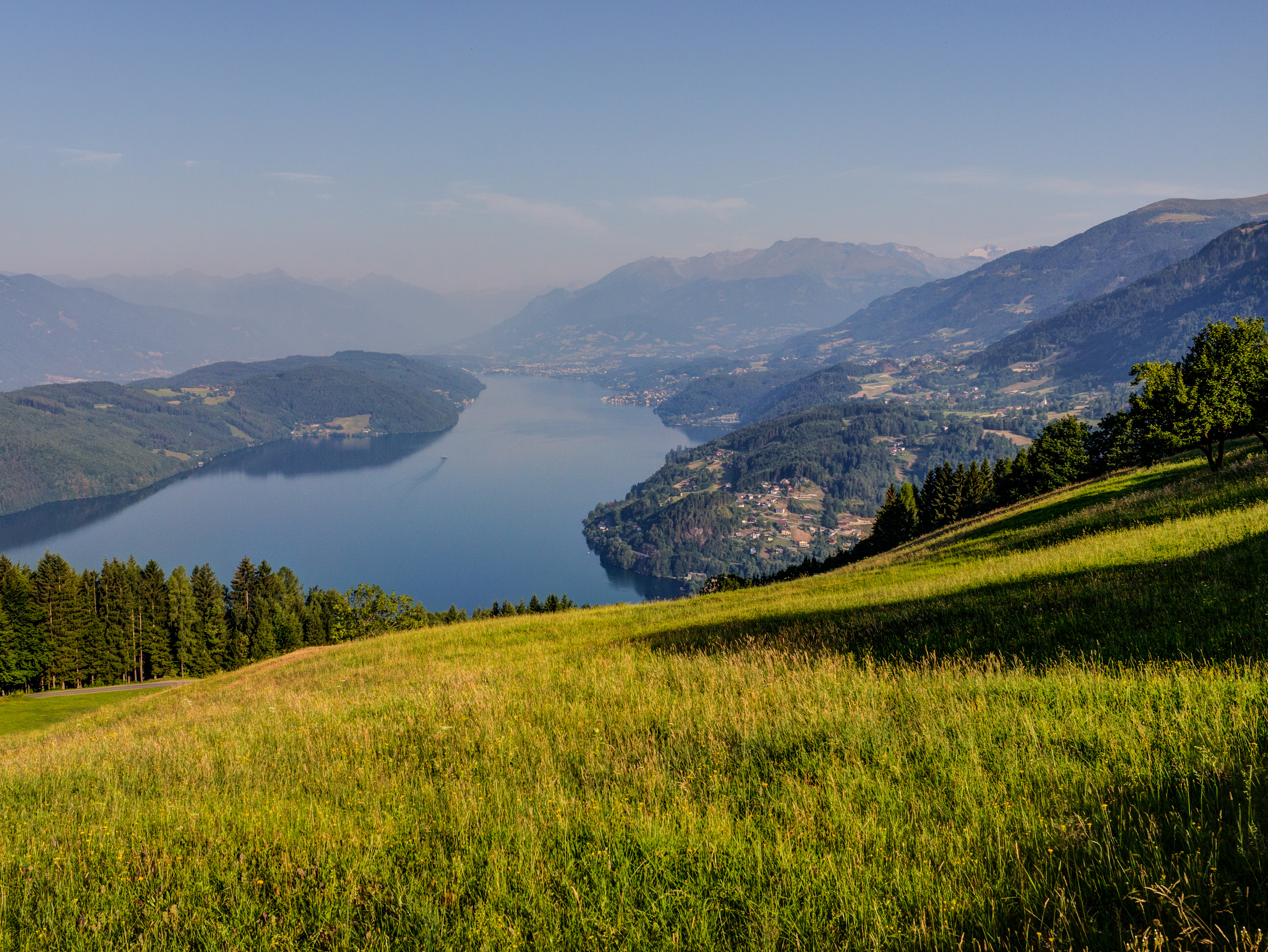

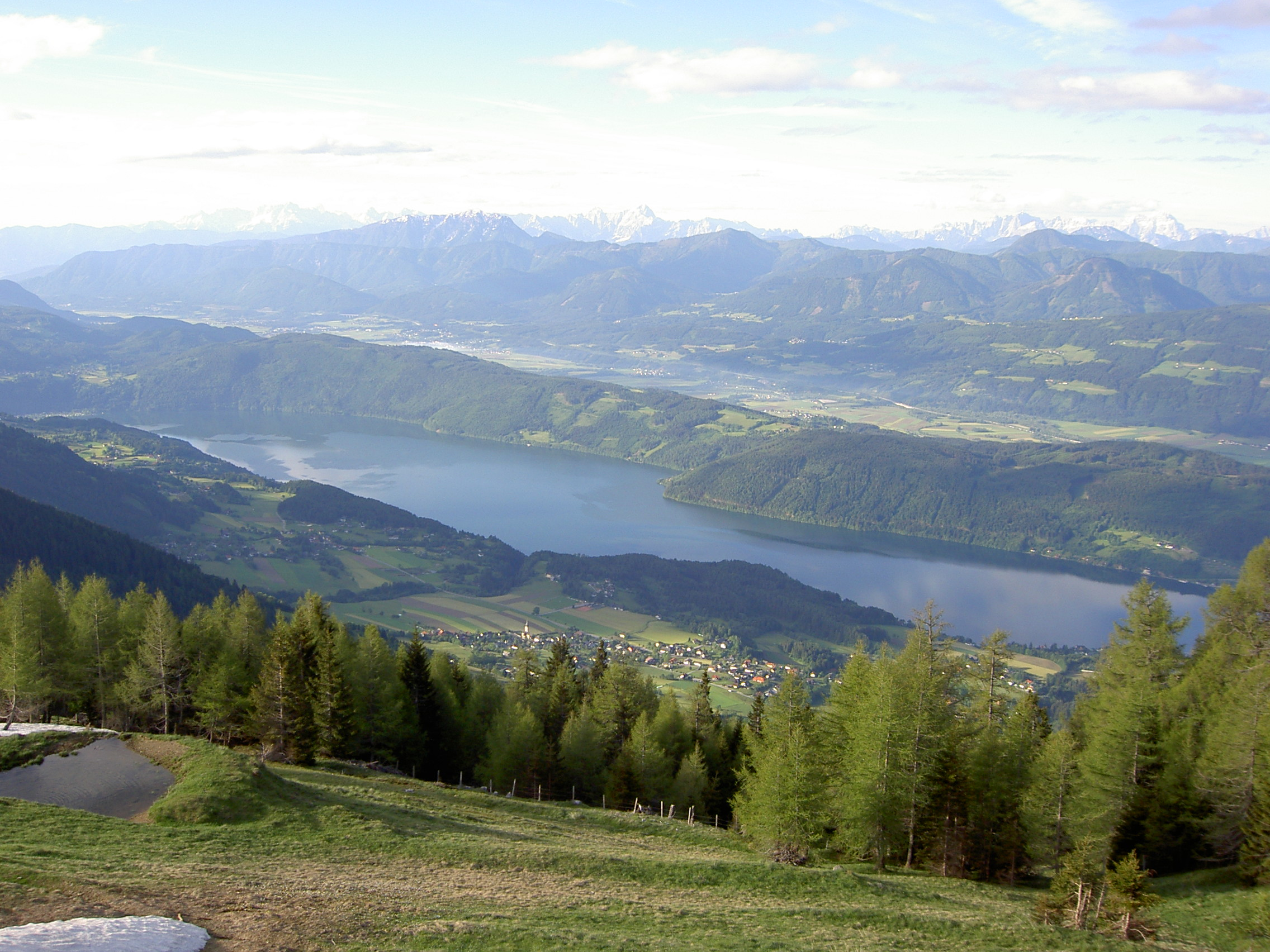

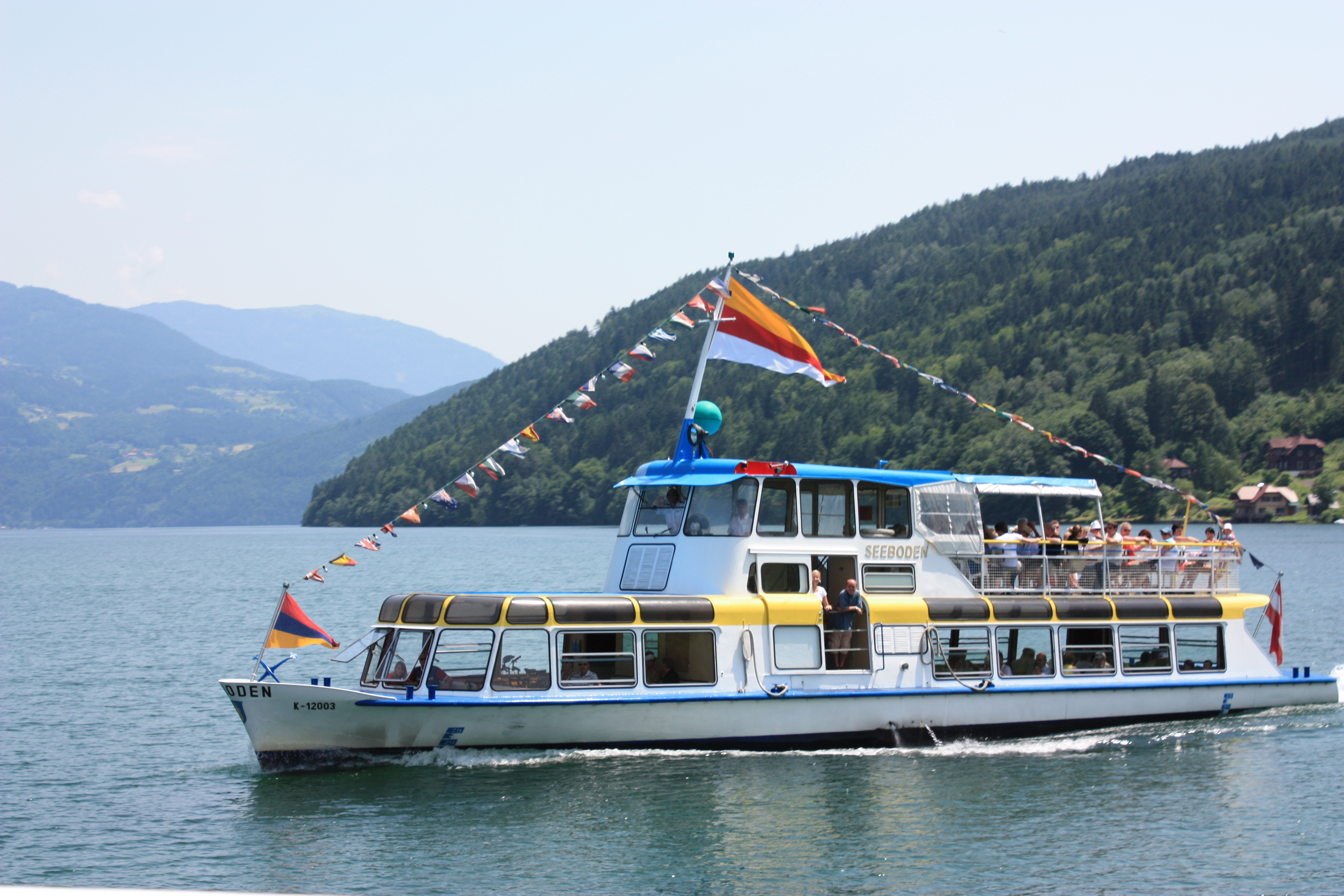

米爾施塔特湖是奧地利的湖泊，由克恩頓邦負責管轄，長12公里、寬1.8公里，面積13.3平方公里，海拔高度588米，平均水深89米，最大水深142米，蓄水量1.2立方公里。

## 外部連結
- Carinthian Institute of Limnology （页面存档备份，存于）